# Zaleszany (powiat białostocki)
Zaleszany – wieś w Polsce położona w województwie podlaskim, w powiecie białostockim, w gminie Michałowo. Od wschodu wieś graniczy bezpośrednio z Białorusią.
Wieś królewska położona była w końcu XVIII wieku w starostwie niegrodowym jałowskim w powiecie wołkowyskim województwa nowogródzkiego. W latach 1975–1998 miejscowość należała administracyjnie do województwa białostockiego.
Wierni kościoła rzymskokatolickiego należą do parafii Przemienienia Pańskiego w Jałówce, a prawosławni do parafii Podwyższenia Krzyża Świętego w Jałówce.